# Pseudolophia sumatrensis
Pseudolophia sumatrensis är en skalbaggsart som beskrevs av Stefan von Breuning 1982. Pseudolophia sumatrensis ingår i släktet Pseudolophia och familjen långhorningar. Inga underarter finns listade i Catalogue of Life.